# Wheeling Nailers
A Wheeling Nailers egy amerikai jégkorongcsapat a Nyugat-Virginia-i Wheelingben. A klub az ECHL jégkorongbajnokságban szerepel, és az 5 406 fő befogadására alkalmas WesBanco Arenában játszik. A csapat partnercsapatai a National Hockey League-ben játszó Pittsburgh Penguins és az American Hockey League-ben játszó Wilkes-Barre/Scranton Penguins.

## Története
A Wheeling Nailers jogelődje a Carolina Thunderbirds volt, amit 1982-ben alapítottak az Észak-Karolina-i Winston-Salemben. A csapat 1989 és 1992 között Winston-Salem Thunderbirds néven működött, majd 1992-ben költöztették a csapatot Wheelingbe, ahol 1992-től 1996-ig Wheeling Thunderbirds néven működött, majd 1996-ban kapta a máig használt nevét.

## Helyezések
A Wheeling Nailers még nem nyert Kelly-kupát, 1992 óta két alkalommal szerepelt a rájátszás döntőjében, 1993-ban a Toledo Storm, 2016-ban az Allen Americans csapata győzte le 2-4-es arányban.